# جاك كولينز
جاك كولينز (بالإنجليزية: Jack Collins)‏ هو مربي ومدرب كرة سلة ومحامي وسياسي أمريكي، ولد في 25 يونيو 1943 في اتلانتيك سيتي في الولايات المتحدة. حزبياً، نشط في الحزب الجمهوري. وقد انتخب عضو جمعية نيوجيرسي العامة وانتخب رئيس مجلس النواب ‏ جمعية نيوجيرسي العامة (1996 – 2002).